# Clemens von Delbrück

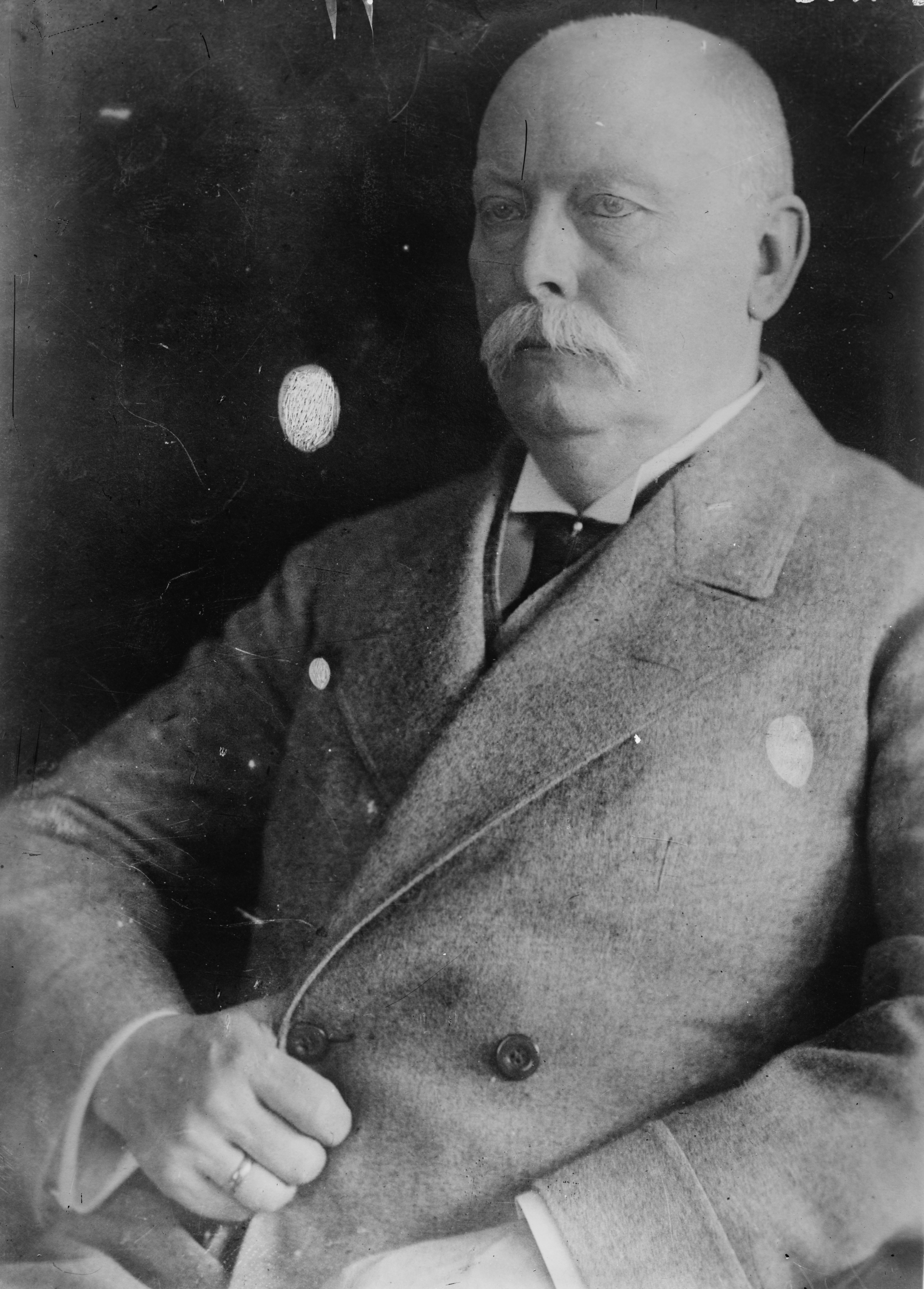
Clemens von Delbrück

Clemens Gottlieb Ernst Delbrück, ab 1916 von Delbrück (* 19. Januar 1856 in Halle an der Saale; † 17. Dezember 1921 in Jena) war ein deutscher Politiker (DNVP). Er war von 1896 bis 1902 Oberbürgermeister von Danzig, von 1909 bis 1916 Staatssekretär des Reichsamts des Innern und Vizekanzler des Deutschen Kaiserreichs, 1919/20 Mitglied der Weimarer Nationalversammlung und von 1920 bis zu seinem Tod Mitglied des Reichstages.

## Leben und Beruf
Clemens Delbrück, der evangelischen Bekenntnisses war, studierte nach dem Abitur am Stadtgymnasium in Halle ab 1873 in Halle, Heidelberg, Greifswald und Berlin Rechtswissenschaften. Nach dem Referendariat und der Großen Juristischen Staatsprüfung wurde er 1882 preußischer Regierungsassessor in Marienwerder. 1891 wurde er Regierungsrat beim Oberpräsidium in Danzig. Im Jahr 1912 erhielt Delbrück die Ehrendoktorwürde der Berliner Universität. Er wurde bei Entlassung aus seinen Ämtern mit Verleihung des preußischen Schwarzen Adlerordens am 22. Mai 1916 in den erblichen preußischen Adelsstand erhoben, mit Wappenbrief vom 31. Juli 1916.
Delbrück war seit 1883 mit Meta Liedke verheiratet. Das Paar hatte drei Söhne und eine Tochter, darunter den Schriftsteller Joachim von Delbrück (1886–1951). Während seiner Zeit in Danzig stand Delbrück in engerem Kontakt mit dem evangelischen Pfarrer und Schriftsteller Artur Brausewetter, der seine Kinder konfirmierte und regelmäßig die Delbrücks zu Hause besuchte.

## Partei
Nach dem Ersten Weltkrieg zählte Delbrück zu den Mitbegründern der DNVP. Innerhalb der Partei gehörte er zum gemäßigten, sozial orientierten Flügel, der bereit war, auch unter den neuen, republikanischen Verhältnissen loyal im Staate mitzuarbeiten. Dieser konnte sich jedoch nicht durchsetzen.

## Abgeordneter

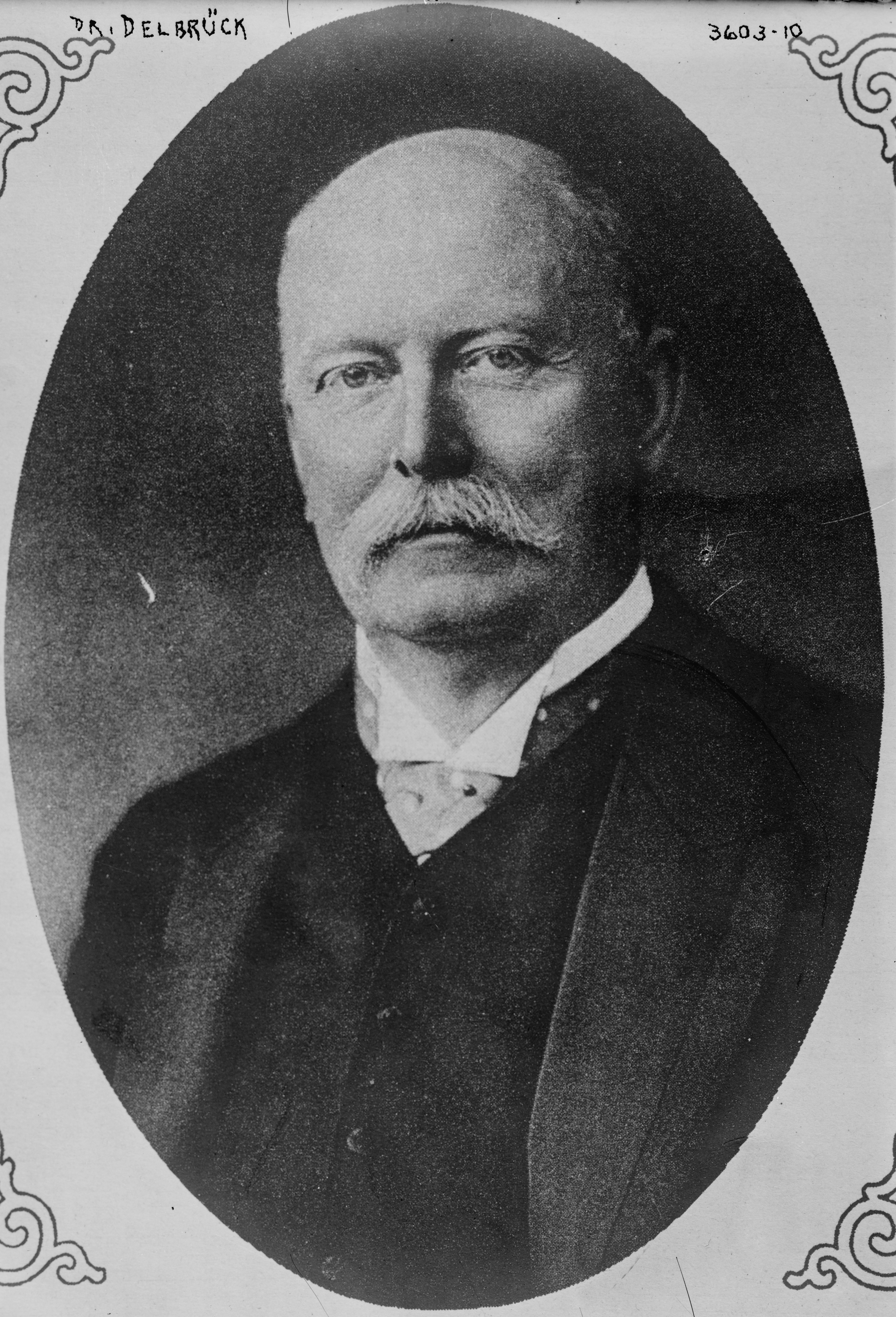
Clemens von Delbrück

Von 1896 bis 1902 war Delbrück Mitglied des Preußischen Herrenhauses, in dem er sich der sogenannten Neuen Fraktion anschloss.
Delbrück war 1919/1920 Abgeordneter der Weimarer Nationalversammlung. Dort gehörte er dem Ausschuß zur Vorberatung des Entwurfs einer Verfassung des Deutschen Reichs an. Er wandte sich vergeblich gegen eine – aus seiner Sicht – zu starke Stellung der Bürgerrechte in der Verfassung, indem er von einer „Hypertrophie der Grundrechte“ sprach.
Ferner schlug er vor, die Richtlinienkompetenz des Kanzlers bei gleichzeitiger Selbstständigkeit der Minister in der Führung ihrer jeweiligen Ressorts und der Mehrheitsentscheidung über Gesetzentwürfe im Kabinett festzuschreiben. Mit diesem Vorschlag konnte er sich im Verfassungsausschuss durchsetzen. Von 1920 bis zu seinem Tode war er Reichstagsabgeordneter.

## Öffentliche Ämter
Von 1885 bis 1891 war Delbrück Landrat im Landkreis Tuchel bei Bromberg. Von 1896 bis 1902 war er Oberbürgermeister der Stadt Danzig, anschließend bis 1905 Oberpräsident der Provinz Westpreußen.
1905 trat er als Handelsminister in die preußische Landesregierung ein. 1909 wechselte er in die Reichsregierung, in der er Staatssekretär des Reichsamtes des Innern und Stellvertreter des Reichskanzlers, außerdem Bundesratsvorsitzender und preußischer Staatsminister ohne Ressort wurde. Wie sein Reichskanzler Theobald von Bethmann Hollweg war Delbrück kein Anhänger des parlamentarischen Systems. Beide aber modernisierten die oberste Reichsverwaltung nach Delbrücks Vorschlägen von 1914, die de facto eine Reichsregierung als Kollegialorgan vorsahen. Gesetzentwürfe sollten besser mit den Parlamentariern abgesprochen werden.
Von 1914 bis 1916 war er außerdem Vizepräsident des preußischen Staatsministeriums. 1918 war er kurzfristig Chef des „Geheimen Zivilkabinetts“.

## Veröffentlichungen
- Die wirtschaftliche Mobilmachung in Deutschland 1914. Verlag für Kulturpolitik, München 1924 (postum), Herausgegeben von Joachim von Delbrück.